# Sabal minor
Sabal minor, amb el nom comú en anglès de dwarf palmetto, és una petita espècie de palmera. Fa d'1 a 3 metres d'alt, amb fulles en forma de ventall. És l'espècie tipus del gènere Sabal.
És nativa dels Estats Units (sud-est i sud centre) i del nord-est de Mèxic. Es troba en hàbitats diversos. Sovint es troba en sòls calcaris. Sabal minor és una de les palmeres americanes més resistents a les gelades.